# Ranunculus zhungdianensis
Ranunculus zhungdianensis W.T. Wang – gatunek rośliny z rodziny jaskrowatych (Ranunculaceae Juss.). Występuje endemicznie w Chinach, w północno-zachodniej części Junnanu. 

## Morfologia
PokrójBylina o mniej lub bardziej owłosionych pędach. Dorasta do 5–10 cm wysokości.
LiścieMają sercowato pięciokątny kształt. Mierzą 0,5–1 cm długości oraz 0,5–1 cm szerokości. Nasada liścia jest sercowata. Wierzchołek jest zaokrąglony. Ogonek liściowy jest nagi i ma 2–2,5 cm długości.
KwiatySą pojedyncze. Rozwijają się na szczytach pędów. Mają żółtą barwę. Osiągają 15–20 mm średnicy. Mają 5 owalnych działek kielicha, które dorastają do 3–4 mm długości. Mają 5 lub 6 odwrotnie owalnych płatków o długości 6–8 mm.
OwoceNagie niełupki o odwrotnie jajowatym kształcie i długości 2 mm. Tworzą owoc zbiorowy – wieloniełupkę o kulistym kształcie i 6 mm długości.

## Biologia i ekologia
Rośnie na trawiastych zboczach. Występuje na obszarze górskim na wysokości około 3600 m n.p.m. Kwitnie w lipcu. 